# Heraś Sokołenko
Heraś Sokołenko (ukr. Герась Соколенко; ur. 3 marca 1920 we wsi Michla na Zasławszczyźnie, zm. 20 lutego 1945 w Markt Bohrau); ukraiński poeta, romantyk.
Urodził się w niezamożnej rodzinie Iwana i Aleksandry Szmyhelskich we wsi Michla koło Zasławia. Po ukończeniu szkoły podstawowej w Michli wstąpił do szkoły średniej w Zasławiu.
W 1937 pracował w leśnictwie michelskim przy żywicowaniu.
Od 1941 razem z Charytonem Dowhalukiem i Mykołą Bołkunem zaangażował się w działalność OUN (Melnykowców) i Towarzystwa „Proswita” w Zasławiu.
Drukował pojedyncze utwory na łamach lokalnych wołyńskich gazet i w czasopismach: „Probojem” (Praga), „Naszi dni” (Lwów), „Ukrajinśkyj zasiw” (Charków).
W marcu 1943 aresztowany i osadzony w areszcie w Szepietówce. Został skazany na roboty przymusowe, z których udało mu się uciec.
Niebawem został ponownie aresztowany i skazany na roboty przymusowe na Śląsku. Pracował w kopalni gliny w Szopienicach. Był członkiem ugrupowania literackiego ukraińskich poetów i pisarzy zgrupowanych przy wydawnictwie „Zołotyj Persteń” w Katowicach. Drukował wiersze w czasopismach ukraińskich ostarbeiterów „Zemla” i „Dozwilla”.
Poległ służąc w kompanii karnej Armii Czerwonej. Pochowano go 20 lutego 1945 we wsi Borów (niem. Markt Bohrau) koło Wrocławia.